# IBFA Enlightenment Temple
International Buddhism Friendship Association (IBFA) Enlightenment Temple is een Chinees-boeddhistische tempel in Chicago Chinatown die in1995 werd opgericht door lokale Chinese Vietnamezen (Chinese Amerikanen). Er worden wekelijks chantdiensten gehouden onder leiding van bhikkhuni's. De tempel heeft drie altaren van: Sakyamuni Boeddha, Bhaisajyaguru Boeddha en bodhisattva Ksitigarbha. Het gebouw is dagelijks van negen tot zes te bezoeken en heeft een boeddhistische boek- en gebruiksvoorwerpenwinkel. De voertalen in de tempel zijn Engels, Standaardmandarijn en Standaardkantonees. 
Sinds 1998 wordt de tempel beheerd door International Buddhism Friendship Association (IBFA). Bhikkhu Ji Ru van Mid-America Buddhist Association onderhoudt ook de tempel. Sinds 2003 staat de tempel aan de South Wentworth numero 2249 in Chicago Chinatown om de Chinese gemeenschap beter te dienen. Het beeld van Guanyin Bodhisattva werd in 2005 gezegend door een grote gebedsceremonie.
In Chicago Chinatown zijn nog twee andere belangrijke Chinese religieuze gebouwen te vinden: St. Therese Chinese Catholic Church en Chinese Christian Union Church.